# Lars Brink

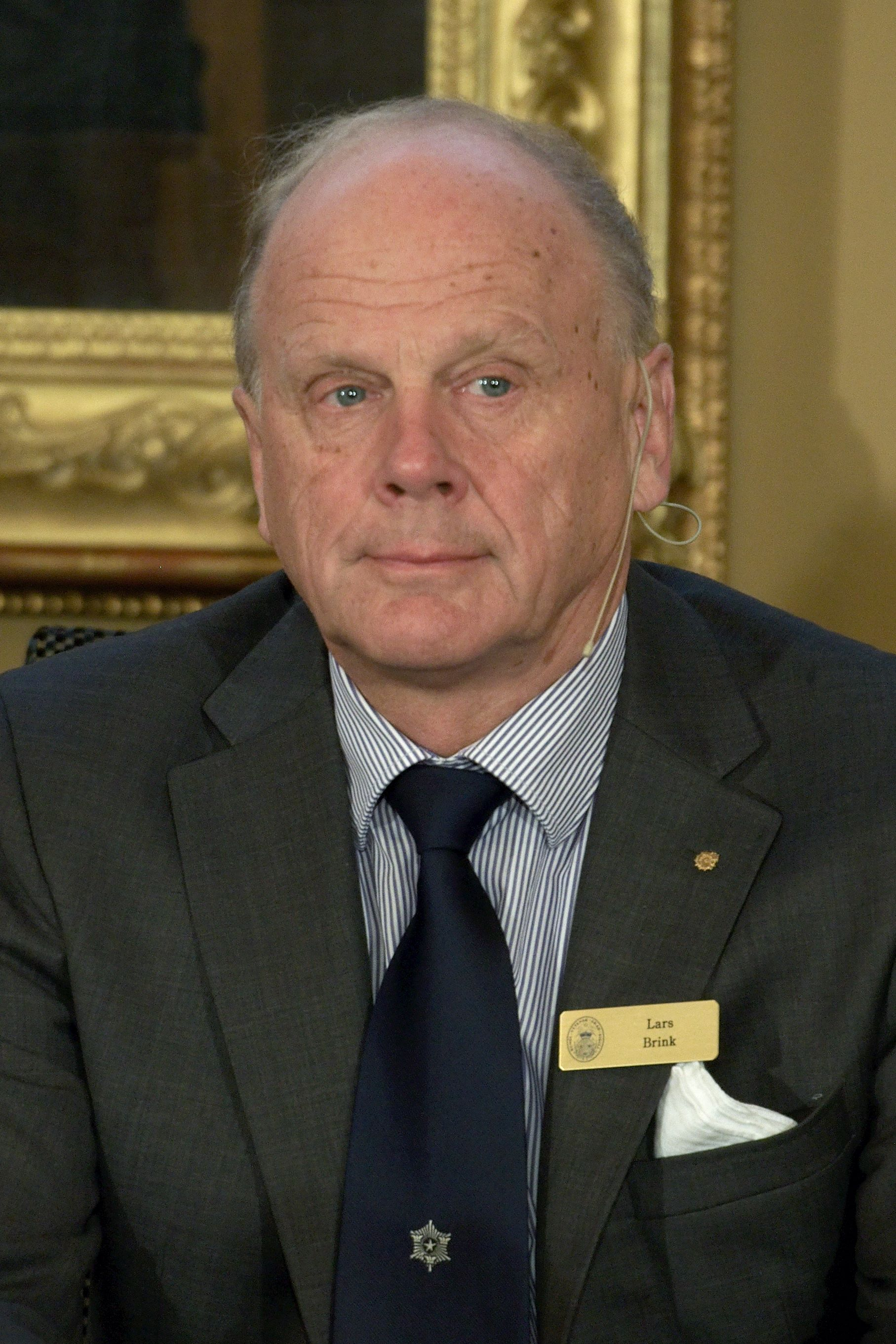
Lars Brink

Lars Elof Gustaf Brink (* 12. November 1943; † 29. Oktober 2022) war ein schwedischer theoretischer Physiker.
Brink war 1971 bis 1973 Mitglied der Theoriegruppe am CERN. 1976/77 war er bei John Schwarz am Caltech. Ab 1986 war er Professor für theoretische Elementarteilchenphysik am Chalmers Institute of Technology in Göteborg. 1987 bis 1993 war er dort stellvertretender Dekan der Physik-Fakultät. Er war mehrfach Gastwissenschaftler am CERN, am Caltech und am ITP (Institute for Theoretical Physics) in Santa Barbara.
Brink war einer der Pioniere der (Super)-Stringtheorie ab den 1970er Jahren (am CERN und am Caltech). Er koordinierte seit 2000 das EU-Netzwerk Superstringtheorie. 
Mit Paolo Di Vecchia und Howe entwickelte er 1976 eine Lagrangedichte für fermionische Strings und einen Formalismus, die String Wirkung reparametrisierungsinvariant in Analogie zu zweidimensionaler allgemeiner Relativitätstheorie zu formulieren (später als Polyakov-Wirkung bekannt und unabhängig von Stanley Deser und Bruno Zumino angegeben).
Mit Holger Bech Nielsen gab er eine Interpretation der kritischen Dimension der bosonischen String von 26 über einen Ausdruck für die Masse des Grundzustands über Nullpunktfluktuationen.
1977 konstruierte er mit John Schwarz und Joël Scherk die ersten supersymmetrischen Yang-Mills-Theorien.
1990 bis 1993 war er Leiter des Rats der Nordita in Kopenhagen und von 1993 bis 1997 in deren Rat. Ab 1993 war er im Rat des International Center for Fundamental Physics in Moskau.
1997 wurde er Mitglied der Königlich Schwedischen Akademie der Wissenschaften. Ab 2001 war er Mitglied des Nobelkomitees für Physik.
Er starb am 29. Oktober 2022 im Alter von 78 Jahren.

## Verweise
1. ↑  Brink, Di Vecchia, Howe A locally supersymmetric and reparametrization invariant action for the spinning string, Physics Letters B Band 65, 1976, S. 471–474
2. ↑  Brink, Nielsen A simple physical interpretation of the critical dimension of space-time in dual models, Phys. Lett. B, Band 45, 1873, 332
3. ↑  Brink, Scherk und Schwarz: Supersymmetric Yang-Mills Theories. In: Nuclear Physics B. Band 121, 1977, S. 77
4. ↑  The Max Planck Institute for Gravitational Physics mourns the loss of its long-term External Scientific Member Lars Brink. In: mpg.de. 4. November 2022, abgerufen am 19. Januar 2024 (englisch).

| Personendaten    | Personendaten                                |
| ---------------- | -------------------------------------------- |
| NAME             | Brink, Lars                                  |
| ALTERNATIVNAMEN  | Brink, Lars Elof Gustaf (vollständiger Name) |
| KURZBESCHREIBUNG | schwedischer theoretischer Physiker          |
| GEBURTSDATUM     | 12. November 1943                            |
| STERBEDATUM      | 29. Oktober 2022                             |